# Aiwass
Aiwass es el nombre dado a la voz que el ocultista inglés Aleister Crowley afirmó haber escuchado el 8, 9 y 10 de abril de 1904. Crowley afirmó que esta voz, que consideraba haberse originado con una inteligencia desencarnada, le dictó El libro de la ley.

## El dictado
Según Crowley, la primera aparición de Aiwass fue durante los tres días de la escritura de Liber Al Vel Legis. Su primera y única identificación, como está descrito en el capítulo I, fue: "¡Mirad! Que es revelado por Aiwass el ministro de Hoor- parr- kraat" (AL I:7).
Comúnmente, Hoor-paar-kraat es transliteración griega de Harpócrates. Significa "Horus el niño", a quien Crowley consideró la deidad central dentro de la cosmología Thelemica (ver: Aeon de Horus). De igual forma, Harpócrates también representa el Ser Grandioso, el Santo Ángel Guardián.
Crowley describió el encuentro a detalle en El Equinoccio de los Dioses, que decía:

La voz de Aiwass pareció llegarme por encima de mi hombro izquierdo, desde la esquina más lejana del cuarto. Parecía hacerse eco a sí mismo en mi corazón físico de una manera muy extraña y difícil de describir. En ocasiones, he notado un fenómeno similar mientras esperaba un mensaje con gran esperanza o pavor. La voz manaba apasionada, como si Aiwass debiera atenerse a un límite temporal... era grave, musical y expresiva, el tono se iba haciendo solemne, voluptuoso, tierno o feroz, según el contenido del mensaje. No era un bajo – acaso un tenor o barítono. Hablaba el inglés sin acento alguno, nativo o extranjero, y sin rasgos propios de ninguna tierra o casta, cosa que en un principio me resultó sorprendente, incluso inquietante. Tuve la aguda sensación que el orador se hallaba realmente en la esquina donde parecía estar, en la forma de una "materia fina", transparente como un velo de gasa, o una nube de humo de incienso. Parecía ser alto, de tez oscura, de unos treinta años, fornido, activo y fuerte, con cara de rey salvaje, y los ojos velados, no fuera que la mirada destruyese todo aquello en que se posara. La vestimenta no era árabe; sugería el estilo asirio o persa, pero muy vagamente. Presté poca atención a estas cosas, porque para mí, en aquel momento, Aiwass era un "ángel", como los que había visto a menudo en visiones, un ser puramente astral.

En el posterior escrito Liber 418, la voz del 8° Aethyr dijo "Mi nombre es Aiwass" y "en El libro de la ley escribí los secretos de la verdad que son semejantes a una estrella y a una serpiente y a una espada." Crowley dijo que después esta manifestación tomó forma de una pirámide de luz.

## Identidad
Crowley tuvo grandes problemas para argumentar que Aiwass era un ser objetivamente separado de él, poseedor de mucho más conocimiento que él o cualquier otro humano pudiera tener. Escribió: "Ningún falsificador podría preparar un conjunto de acertijos numéricos y literales tan complicados". Como Crowley escribió en sus Confesiones: "Fui destinado a admitir que Aiwass me mostró un conocimiento de Cábala inmensamemente superior a la mía" y "Fuimos forzados a concluir que el autor de El libro de la ley es una inteligencia tanto alienígena como superior a mí mismo, aunque familiarizado con mis más íntimos secretos; y, el punto más importante de todos, esa inteligencia era desencarnada." Finalmente, este extracto (también de Confesiones, cap. 49):

La existencia de religión verdadera presupone una inteligencia desencarnada, ya sea que lo llamemos Dios o cualquier otra cosa. Y es exactamente esto lo que la religión no ha podido probar científicamente. Y es esto lo que El Libro de la Ley prueba por evidencia interna, totalmente independiente de cualquier declaración mía. Esta prueba es evidentemente el paso más importante en ciencia que se pudiera hacer: para ello se abre una nueva avenida al conocimiento. La inmensa superioridad de esta inteligencia particular, Aiwass, a cualquier otra con la que la humanidad ha estado en comunicación consciente, está mostrada no solamente por el personaje del libro en sí, sino por la perfecta comprensión natural de las pruebas necesarias para demostrar el hecho de su propia existencia y las condiciones de su existencia. Y, además, habiendo proporcionado las pruebas requeridas.

Sin embargo, Crowley también habló de Aiwass en términos simbólicos. En The Law is for All, él va a fondo en comparación con otras deidades y conceptos espirituales, pero especialmente con The Fool (El Tonto).
Tal vez más importante, Crowley luego identificó a Aiwass como su Santo Ángel Guardián personal y más. De nuevo, del Equinox of the Gods: "Ahora me inclino a creer que Aiwass no es solamente el Dios a quien alguna vez se le tuvo como sagrado en Sumeria, y mi propio Santo Ángel Guardián, sino también un hombre como yo, por lo tanto, así como Él usa su cuerpo humano para hacer Su conexión mágica con la humanidad, que Él ama, y que por lo tanto Él es un Ipsissimo, la cabeza de Astrum Argentum: A.·. A.·."

## Gematría
Como cabalista, Crowley trabajó para descubrir el número de Aiwass dentro del sistema de la gematría. Inicialmente él creyó que era 78: "He decidido que AIVAS = 78, el número de Mezla, la influencia de la más alta unidad, y por lo tanto, se acomoda bien como título para un mensajero como Él."
Después de recibir una carta de un extraño, el tipógrafo y editor Samuel A. Jacobs, cuyo nombre hebreo era SHMUEL Bar AIWAZ bie YACKOU de SHERABAD, Crowley preguntó la ortografía hebraica de AIWAZ; para asombro y satisfacción de Crowley, era OIVZ, que es igual a 93, el mismo número del Thelema, y "también el de la Lost Word de la francmasonería, que yo había redescubierto". Crowley se puso perplejo, no obstante, dado que la ortografía del nombre en AL era "Aiwass", no "AIVAS", que no suma 93. Sin embargo, cuando Crowley decidió usar la cábala griega, descubrió que...

... ¡su valor es 418! Y es el número de la Fórmula Mágica de Aeon (Thelema). Representa la práctica del Libro como el 93 hace la teoría. Es evidente ahora que con ingenio inconcebible AIWAZ organizó su expresión. Él no está contento con darnos una ortografía para su nombre, no obstante potente; nos da dos nombres que, en su conjunto, no son más que dos veces tan significativos como solos, pero más aún, en un grado que está más allá de mis alcances de cálculo.

## Citas
1. ↑   Aleister Crowley. El Libro de ley. Edición Centennial de Red Wheel Weiser, 2004, p. 25
2. ↑  (Crowley, 1996, p. 29)
3. ↑  Crowley, Aleister. «The Equinox of the Gods – Capítulo 7». The Equinox. hermetic.com. Consultado el 18 de noviembre de 2012.
4. ↑  Crowley, Aleister. «The Equinox of the Gods – Capítulo 7». The Equinox of the Gods. hermetic.com. Consultado el 18 de noviembre de 2012.
5. ↑  (Crowley, 1979, cap. 50)
6. 1 2  (Crowley, 1979, cap. 49)
7. ↑  (Crowley, 1996, pp. 29–32)
8. ↑  (Crowley, 1974, cap. 7)
9. 1 2  (Crowley, 1979, cap. 85)